# Hibrildes sheffieldi
Hibrildes sheffieldi är en fjärilsart som beskrevs av Edward Bagnall Poulton 1929. Hibrildes sheffieldi ingår i släktet Hibrildes och familjen Eupterotidae. Inga underarter finns listade i Catalogue of Life.